# Мірча Фулгер
Мірча Фулгер (рум. Mircea Fulger; 29 січня 1959, Хирсешть) — румунський боксер, призер Олімпійських ігор.

## Аматорська кар'єра
На чемпіонаті світу 1982 здобув дві перемоги, а у чвертьфіналі програв Карлосу Гарсія (Куба).
На Олімпійських іграх 1984 завоював бронзову медаль.
- В 1/16 фіналу переміг Жана Дуарте (Франція) — RSC-1
- В 1/8 фіналу переміг Стефана Сйостренда (Швеція) — 5-0
- У чвертьфіналі переміг Лофті Белхіра (Туніс) — 5-0
- У півфіналі програв Дхаві Умпонмаха (Таїланд) — 0-5